# Makar Hontsjarenko
Makar Hontsjarenko (Oekraïens: Макар Михайлович Гончаренко, Russisch:  Мака́р Миха́йлович Гончаре́нко) (Kiev, 5 april 1912 - aldaar, 1 april 1997) was voetballer en trainer uit de Sovjet-Unie, die van Russische afkomst was, maar sinds 1956 in Oekraïne woonde. Ten tijde van zijn bekendheid werd zijn naam nog in het Russisch geschreven als Makar Gontsjarenko.

## Biografie
Gontsjarenko begon zijn carrière bij enkele kleinere clubs en ging vanaf 1935 aan de slag bij Dinamo Kiev. In 1938 werd hij met 19 doelpunten topschutter van de competitie. Het volgende seizoen werd echter een ramp voor hem, hij kon slechts twee keer scoren in 23 wedstrijden. Na dit seizoen ging hij voor Lokomotiv Kiev spelen en in 1941 voor Spartak Odessa. Door het uitbreken van de Tweede Wereldoorlog werd de competitie echter voortijdig stopgezet. In 1942 speelde hij voor Start Kiev en maakte deel uit van de legendarische dodenwedstrijd en werd kort daarna opgepakt en naar een concentratiekamp gebracht. Hij was een van de weinige spelers van de wedstrijd die de oorlog overleefden. In september 1943 wist hij te ontsnappen en keerde hij terug naar huis, waar hij ondergedoken leefde.